# Gaspare Nuccio
Gaspare Nuccio (Castelvetrano, 28 maggio 1957) è un politico italiano.

## Biografia
Inizia l'attività politica nel 1977 nel movimento studentesco alla facoltà di Medicina dell'università di Palermo.
Aderisce a Democrazia Proletaria e nel 1987 è primo dei non eletti alla Camera nella circoscrizione Sicilia occidentale, dietro il segretario Mario Capanna. La direzione del partito obbligò Capanna ad optare per Palermo, liberando il posto di deputato a Milano per Luigi Cipriani, lasciando fuori Nuccio.
Confluisce allora nella Rete fondata da Leoluca Orlando, che aveva lasciato la DC, e alle elezioni politiche del 1992 è eletto deputato alla Camera. È stato membro della commissione ambiente e territorio e della vigilanza Rai.
Alle elezioni politiche anticipate del 1994, candidato con i Progressisti nel collegio uninominale di Palermo Resuttana con il 36,8% dei voti, non è rieletto.
Nel 1996 Orlando lo nomina responsabile della comunicazione del comune di Palermo, fino al 1998. È pubblicista dal 1997. Dal 2001 al 2003 svolge lo stesso ruolo per il gruppo parlamentare all'ARS de La Margherita.
Nel 2004 è componente della direzione regionale de La Margherita, fino al 2007.
Nel 2008 lascia il neo costituito Partito Democratico.